# Calliteara pudibunda
Calliteara pudibunda (Linnaeus, 1758) è un lepidottero appartenente alla famiglia Erebidae, diffuso in Eurasia.

## Descrizione
È una falena di colore grigio, ornata da quattro bande zigzaganti più scure. Il maschio raggiunge un'apertura alare di 35-45 mm mentre la femmina, più grande, può arrivare fino a 60 mm. Nel maschio, le antenne sono bipettinate, folte e di colore arancio-marrone. Le zampe anteriori, che sono spesso protese in avanti quando l'animale è a riposo, sono molto lunghe e avvolte da una peluria folta (come avviene anche in Dicallomera fascelina).
Le uova sono grigio chiaro tendente al bluastro, mentre la pupa è marrone scuro, coperta da peluria rossa o giallognola.
Il bruco è molto vistoso, ricoperto da peluria gialla, bianca o anche marrone-rosata, nella quale spiccano cinque ciuffi in particolare: quattro disposti sulla metà anteriore del dorso e simili a pennelli da barbiere, il quinto sottile e a punta, in genere rosso o nero, sull'undicesimo segmento del corpo. Il pelo è urticante, e maneggiare il bruco può causare irritazioni ed eruzioni cutanee.

## Biologia
Ogni femmina depone fino a 400 uova (mediamente 100), depositandole a gruppi sulla corteccia degli alberi, a 3-4 metri dal suolo. Appena usciti dall'uovo (tra metà maggio e fine giugno, a seconda della regione), i bruchi sono talmente piccoli da poter essere trasportati dal vento, e crescono fino a raggiungere, nel tardo autunno, i 5 cm di lunghezza, al qual punto s'impupano tra le foglie sul terreno, nella chioma degli alberi, sotto tronchi caduti o altrove. 
Gli adulti appaiono, a seconda della zona, tra metà aprile e giugno, e appena emersi dai bozzoli si accoppiano, rimanendo in copula anche per alcune ore; sono notturni, e durante il giorno rimangono fermi tra il fogliame o sui tronchi.
La specie è generalmente univoltina, ma nelle regioni più meridionali può sviluppare anche una seconda generazione incompleta.
Si nutre di vari alberi e arbusti a latifoglia; è frequente soprattutto nelle foreste di latifoglie, ma si può trovare anche nei pressi di siepi e ai bordi di strade, parchi e giardini. Tra le piante ospiti si contano diverse specie di rosacee (melo, pero, biancospino, lampone, rosa e pado) ma anche altre (salice, betulla, quercia, nocciolo, carpino, luppolo, faggio, castagno, tiglio e pioppo). 

### Esplosioni demografiche
Occasionalmente avvengono improvvisi impennamenti, locali e sporadici, nella popolazione di questo lepidottero. In questi casi, su ogni albero vengono deposte fino a diecimila uova, e altre possono essere trovate anche a terra o altrove, ed appaiono quindi numerosissimi bruchi, che tendono ad assumere un colore rossiccio, grigiastro o marroncino. Queste esplosioni avvengono principalmente tra il 48º e il 57º parallelo anche se negli anni 1980-90 ne è stata documentata una tra il 44° e il 45°, in Piemonte e Liguria; sono documentate in Europa centrale sin dal 1810, specialmente in Germania; in Svezia e Danimarca occorrono solo nelle faggete, mentre in Europa orientale (segnatamente, Polonia, Romania e Ucraina) solo nelle quercete.
Queste esplosioni demografiche risultano in gravi danni alle foreste di caducifoglie e alle piantagioni di alberi da frutto.

## Distribuzione e habitat
È una specie a diffusione paleartica, attestata dall'Europa fino al Giappone. In Europa è presente tra il 37º e il 60º parallelo, ossia quasi ovunque con l'esclusione di Islanda, Norvegia e le parti settentrionali di Svezia, Finlandia e Russia.

## Tassonomia
La specie include una sottospecie, Calliteara pudibunda paktia Ebert, 1968.